# Tadeusz Szeligowski
Tadeusz Szeligowski (Lviv, Galítsia (Ucraïna), 13 de setembre, 1896 - Poznań (Polònia), 10 de gener, 1963), va ser compositor, professor, advocat i animador de la vida musical polonès.

## Vida i carrera
Va estudiar música al Conservatori de la Societat Musical Polonesa de Lviv els anys 1910-1914, on va estudiar piano amb Vilém Kurz, i després a Cracòvia, on va estudiar piano amb A. Peters i composició amb Bolesław Wallek-Walewski. També va estudiar musicologia a la Universitat Jagellònica i dret, en la qual es va doctorar a la Universitat Jagellòniana el 1922. Va completar els seus estudis musicals els anys 1929-1931 a París amb Nadia Boulanger (composició) i Paul Dukas (instrumentació).
En el període d'entreguerres, va treballar a Vilnius com a advocat, professor al Conservatori de Música i animador de la vida musical. Després del final de la Segona Guerra Mundial, va viure inicialment a Lublin, i des de 1947 fins al final de la seva vida a Poznań. Els anys 1947-1950 va ser el cap de l'Escola Estatal d'Òpera. Per iniciativa seva es va establir la Filharmònica de Poznań, de la qual va ser director el 1947-1949. A més, va ser l'iniciador del festival de música contemporània "Poznańska Wiosna Muzyczna" i un dels organitzadors del Concurs Internacional de Violí. H. Wieniawski.
A partir de 1932 va ensenyar composició al conservatori de Vílnius, i el 1950 a les Escoles Estatals Superiors de Música de Poznań i Varsòvia. Entre els seus nombrosos llicenciats en composició destaquen: Zbigniew Bargielski, Augustyn Bloch, Joanna Bruzdowicz, Henryk Czyż, Jan Fotek, Benedykt Konowalski, Andrzej Koszewski, Włodzimierz Kotoński, Wojciech Łukaszewski, Tadeusz Wojciech, Bernadetta Matuszczak, Bolesław Ocias, Zbigniew Penherski, Witold Rudziński, Marek Sart, Władysław Słowiński, Jadwiga Szajna-Lewandowska, Aleksander Szeligowski, Antoni Szuniewicz, El seu cunyat era el chopinòleg Adam Harasowski.
Va ser el cofundador i primer president de la "Music Society Henryk Wieniawski a Poznań.
Va morir el 1963 a Poznań i va ser enterrat al cementiri de Górczyński. L'any 1965, el seu fèretre va ser traslladat a la cripta del Poble Distingit de la Gran Polònia al soterrani de l'església de St. Wojciech a Poznań.
Tadeusz Szeligowski també va ser actiu en l'organització i activitats socials. Durant els anys 1951-1954 va exercir com a president de la Junta Principal de la Unió de Compositors Polonesos. Des de 1953, va formar part del Consell de Programa de l'Editorial de Música de Polònia, el Consell Central de COPSA i el Consell Cultural del Ministeri de Cultura i Art.
També es va dedicar al periodisme musical. Va escriure per a "Kurier Wileński", "Tygodnik Wileński", "Muzyka" i "Kurier Poznański".
Pel seu treball compositiu, Tadeusz Szeligowski va rebre diversos premis:
- 1949 – Premi al 2n Concurs de Composició. F. Chopin per a Sonata per a piano
- 1949 - 2n premi al Concurs de ràdio polonesa per la cançó Panicz i dziennik
- 1950 – Premi Estatal de 2n grau per les obres: Peacock and Girl, Arion, Wesele lubelsskie
- 1951 – Premi Estatal de 1r grau per l'òpera La rebel·lió dels estudiants
- 1957 – Premi del primer ministre per a obres musicals per a infants i joves
- 1963 - Premi ZKP a la trajectòria de tota la vida

i el Premi de Música de la Ciutat de Poznań.

## Encàrrecs i condecoracions
- Creu d'oficial Orde Polònia Restituta (22 de juliol de 1952)[3]
- Creu del Mèrit d'Or
- Medalla del 10è aniversari de la República Popular de Polònia (28 de febrer de 1955)[4]

## Commemoració
- A la casa de ul. Chełmońskiego 22 a Poznań, on va viure des de 1947, es va descobrir una placa commemorativa el 1966 (dissenyada per Józef Kopczyński)
- Hi ha escoles de música que porten el seu nom al país